# Miguel Mansur
Miguel José Mansur (Oranjestad, 15 de julio de 1977) es un político arubano. Es el líder de su partido, Acción 21 y es desde 2021 senador del Parlamento de Aruba, siendo reelecto en 2024.

## Biografía

### Primeros años y estudios
Nacido el 15 de julio de 1977 en Oranjestad, la capital de Aruba, es hijo de Miguel J. Mansur, un comerciante de ascendencia libanesa, y Madeline Arends.  Su abuelo materno, Eric "Tushi" Arends, fue un político arubano que llegó a ser gobernador (Gezaghebber) interino de la isla; mientras que su abuelo paterno, Elias Mansur, fue un empresario de origen libanés, patriarca y fundador de un consorcio empresarial. Sus estudios primarios los realizó en la escuela privada bilingüe de inglés, International Aruba School, ubicada en la localidad de Seroe Colorado. En 1995, Mansur fue enviado al Instituto Le Rosey, un internado en Suiza donde egresó con el Premio de Excelencia. Posteriormente ingresó a la Universidad Tufts, en Massachusetts, donde egresó de Economía y Relaciones Internacionales.

### Carrera laboral
Al egresar de la universidad, inició su carrera laboral en los Estados Unidos, desempeñándose como asesor financiero en la empresa Capitable Group. Antes de regresar a Aruba en 2020, ejerció su profesión en distintas ciudades del mundo, entre las que se cuentan Miami, Escazú, Madrid, Ibiza, Sídney, Londres, Ámsterdam y Boston.

### Carrera política
Una vez de regreso en Aruba, fundó el partido político de centroderecha liberal, Accion 21, desde donde inició una carrera al Parlamento de Aruba para las elecciones de 2021, convirtiéndose en el candidato nuevo para las legislativas más votado de esa elección. Dentro de su labor parlamentaria, destaca el envío del proyecto de ley para la aprobación del matrimonio entre personas del mismo sexo en 2022, mientras que en 2024, envío el proyecto para la extensión de la licencia por maternidad de 12 a 16 semanas, además de la posibilidad de incluir a la paternidad de forma compartida.

## Vida personal
Miguel Mansur es abiertamente gay. En 2021, se convirtió en el primer político y primer parlamentario arubano abiertamente LGBT.Como tal, ha hecho una activa defensa de los derechos de los homosexuales en la isla de Aruba.Tiene dos hijos y es un defensor de la homoparentalidad.